# Geolocatiesoftware
Geolocatiesoftware wordt  gebruikt om tijdens een berichtenuitwisseling (bijvoorbeeld op internet) de geografische locatie van de ander te bepalen. Deze software kan gebruikt worden om informatie voor bepaalde adressen, dus bepaalde gebruikers, af te schermen. 
Een eenvoudig voorbeeld van geolocatiesoftware is bijvoorbeeld het koppelen van een IP-adres aan het land van herkomst, een organisatie of privégebruiker, zodat de locatie waar hij of zij zich bevindt duidelijk wordt. Er bestaat ook geolocatiesoftware die gekoppeld is aan een (veranderlijke) database die zelfs de stad en straat (naam) van de gebruiker kan achterhalen. Ook een cookie kan hiervoor worden gebruikt.

## Database
De database wordt met toestemming van de eindgebruiker gevuld (onder licentie) wanneer computergebruikers bijvoorbeeld software downloaden voor hun taakbalk die regelmatig contact heeft met het internet (update) of een vragenlijst op het web invullen waarin persoonlijke adresgegevens worden gevraagd. Wanneer postcodes en straatnamen eenmaal geregistreerd zijn, kunnen deze op een later tijdstip voor marketingdoeleinden worden gebruikt (Geomarketing, spam).
De maker van de database zal vervolgens proberen de locatie te bepalen. Dit kan met behulp van al bekende gegevens, bijvoorbeeld van mensen die in dezelfde straat wonen als de gebruiker en van wie de exacte gegevens al bekend zijn. Op deze manier wordt de database verder compleet gemaakt.
De grotere geolocatiebedrijven beweren te kunnen bogen op een nauwkeurigheid van 80 procent. Op stadsniveau zou dit percentage zelfs nog hoger liggen. Op het platteland zelfs 99 procent. Deze cijfers zijn echter niet bij voorbaat betrouwbaar, aangezien ze door de bedrijven zelf worden verstrekt.

## Kritiek
Critici (2002) beweren dat geolocatiesoftware onnauwkeurig zou zijn, gemakkelijk te omzeilen is en geen rekening houdt met de globale structuur van internet (welke weinig rekening houdt met de geografische positie van een host).
Dit hangt echter ook (gedeeltelijk) samen met de netwerkindeling die internetproviders maken: sommige providers verwerken in hun nummeringplan de geografische locatie van eindgebruikers, terwijl andere providers netwerkadressen min of meer willekeurig uitdelen (bijvoorbeeld bij inbelverbindingen).

## Technisch
Technische maatregelen die anonimiteit op het internet waarborgen, zoals proxyservers, kunnen worden gebruikt om de restricties opgelegd door geolocatiesoftware te omzeilen. Geomarketingsoftware zal technieken gebruiken zoals het opmerken van proxy's en de computer in het ergste geval niet toelaten op het systeem.
Probleemadressen worden genoteerd, zodat websites hun beleid hierop kunnen aanpassen. RealNetworks, bijvoorbeeld, blokkeert vaak al het anonieme internetverkeer en vraagt AOL-gebruikers om zich te legitimeren. Van Google wordt gezegd dat het in het geheel geen gerichte advertenties stuurt wanneer de locatie niet 100 procent duidelijk is.

## Onderscheid
Er kan een onderscheid worden gemaakt tussen co-operative en oppositional geolocatie. In gevallen waarin het daadwerkelijk in het belang van de gebruiker is dat de exacte locatie van deze gebruiker bekend is, zoals relevante locatie-informatie of bij een internetupdate van gelicentieerde software, spreekt men van co-operative geolocatie.  In de meeste andere gevallen zal het oppositional geolocatie betreffen.

## Ander gebruik
Geolocatie wordt niet alleen op het internet gebruikt. Sommige mobieletelefoonproviders kunnen de locatie van een mobiele telefoon in hun netwerk exact bepalen, zodat ze hun diensten hierop kunnen afstemmen. Zo krijgt men bijvoorbeeld niet (via sms) het weerbericht van Nederland als men zich in Spanje bevindt.